# 대한민국의 민주당계 정당
대한민국의 민주당계 정당은 대한민국 정당사에서 여기저기 흩어져 있던 자유주의, 사회자유주의, 사회보수주의, 민주화 운동 세력 등이 서로 이합집산하면서 수차례 정계개편을 통해 이어져 온 대한민국의 정당들을 일컫는 말이다.
역사적으로 주로 군사정권과 독재, 권위주의의 반대를 포함한 반권위주의, 자유주의, 개혁주의적인 색채와 함께 재야 운동권에 대한 호의 등을 드러내면서 중도좌파부터 중도우파까지 아우르는 포괄정당적 성격을 보여주고 있다. 21세기 기준으론 보수 진영과 대립하는 진보, 민주, 개혁 진영의 제1정당이자 리버럴 정당으로 구분하는 경우가 일반적이다.
2015년 9월 18일, 당시 새정치민주연합(현 더불어민주당)은 민주당계 정당의 뿌리를 1955년에 창당되었던 민주당으로 규정하고, 창당 60주년 기념식을 가졌다. 다만 후술되어있듯 원체 방대하고 복잡한 이합집산의 역사를 가졌다 보니 여러 의견이 있다.

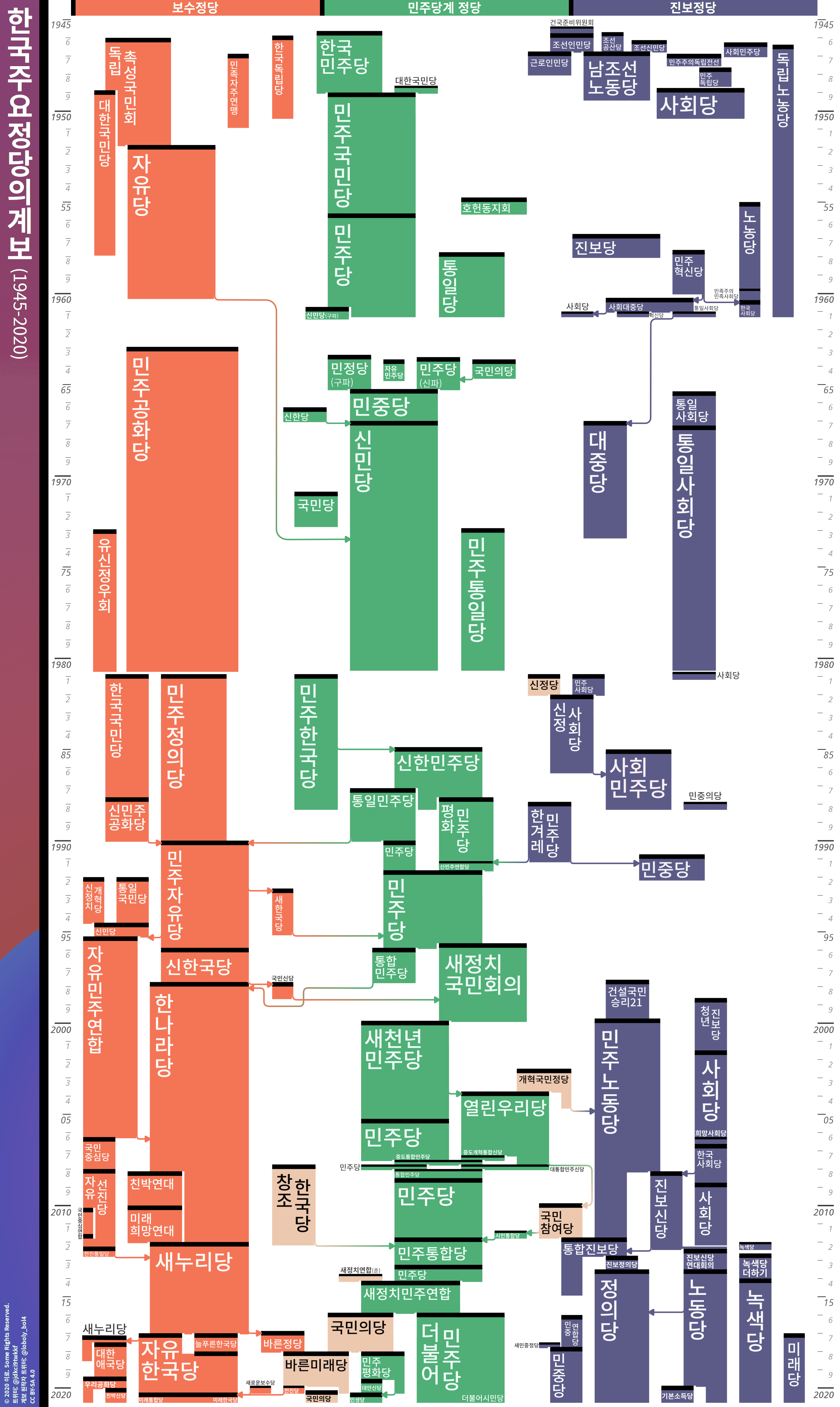
대한민국의 주요정당 계보

## 역사

### 평화민주당 창당에서 정권 교체까지
대한민국의 민주당계 정당, 정통 야당의 맥과 역사는 1955년 자유당 정권의 사사오입 개헌 때 범야권의 결집으로 인해 민주당이 창당되면서 시작되지만, 현재 더불어민주당으로 이어지는 야당의 가장 큰 맥은 통일민주당이라 할 수 있다. 신한민주당 총재 이민우에 반대하던 양김(김영삼, 김대중)이 탈당한 뒤 1987년 4월 통일민주당을 창당하였다. 통일민주당은 당시 전두환의 제5공화국 정권에 항의하는 야당으로서 활동해 왔다.
신한민주당 시절 때부터 사실상 당권을 장악했던 양김이 독자적으로 창당한 이 통일민주당은, 대한민국의 민주화에 큰 기여를 했으며, 그 결과 6·29 선언을 통해 직선제 개헌을 이끌어냈다. 그러나 김영삼이 이끄는 상도동계와 김대중이 이끄는 동교동계의 마찰이 계속됐고, 결국 대선을 눈앞에 두고 동교동계가 탈당하였다. 이들이 창당한 정당이 90년대 이후 민주당 계열의 실질적인 뿌리 중 하나가 되는 평화민주당이다. 그러나 여기서 시작된 야권 분열은 물론, 부정선거로 추정되는 행위 등으로 인해 통일민주당과 평화민주당은 결국 대선에서 참패하고 말았으며, 이어 치러진 총선에서도 패했다. 평민당은 3위의 득표율에도 원내 2당이자 제1야당으로 떠올라 정부를 견제할 힘을 얻었지만, 다른 야당이던 통일민주당과 신민주공화당이 민주정의당과 합당하면서 그 힘을 잃게 되었다(3당 합당으로 창당된 민주자유당은 개헌선을 초과한 218석을 차지했다). 그러나 일부 통일민주당 의원들은 독자 행보를 걸고 꼬마민주당을 창당했다.
평민당은 이후 신민주연합당으로 개명한 뒤 줄곧 활동해 왔으며, 이후 1992년 꼬마민주당을 흡수한 뒤 민주당을 창당했다. 새로운 민주당은 1992년 총선에서 패했으나 민자당의 위기 속에서 나름 선전을 했으며, 이후 같은 해 대선에 김대중을 후보로 내세워 도전했으나 패하여, 야당으로 계속 남게 되었다. 김대중의 은퇴로 김대중은 모든 당권을 내놓았으나, 동교동계의 당권 장악은 계속되었다. 1995년 지방선거에서 선전했고, 이어 정계에 복귀한 김대중 일대가 탈당하면서 새정치국민회의를 창당하였다. 국민회의는 1996년 총선에서 부진했으나 1997년 대선에서 자유민주연합과의 연대로 승리하여, 사상 최초의 여야 정권교체를 이끌어냈다. 이로써 헌정 이후 최초이자 1960년 이후 38년만에 민주당계 정당이 집권하였다.

### 국민의 정부·참여정부 시기
1998년 2월 25일 김대중의 취임으로 국민의 정부가 탄생했고, 선거 당시 연대한 자유민주연합은 김대중의 새정치국민회의와 더불어 여당이 되었다. 당시 거대 야당이었던 한나라당이 국민회의와 자민련을 괴롭혀왔으나, 오히려 국민들의 반감을 사 1998년 지방선거에서 참패하였다. 이어 '의원 빼가기' 작전 끝에 국민회의와 자민련은 국회 과반의석을 차지하게 되었다.
그러나 내각제 개헌 문제를 두고 여권 분열이 있었고, 여러 스캔들이 터져 민심 이반이 일어났다. 국민회의는 2000년 새천년민주당으로 개편되어 해체되었고, 이어 총선에서 의석수는 늘어났으나 한나라당에 밀려 패했다. 이후 김대중은 리더십을 잃었고, 공동여당 공조 파기까지 일어나면서 정권의 국정 운영은 어려움을 겪게 되었다. 민주당은 2002년 지방선거에서 패했고, 결국 김대중은 탈당하였다(2000년 총선 전 새천년민주당 창당). 그러나 동교동계는 여전히 당권을 장악하고 있었다. 하지만 같은 해 대선 후보를 선출하기 위한 국민 경선제가 동교동계의 위기를 불러오기도 했는데, 당시 '노풍'의 결과로 노무현의 지지율이 급상승하면서 동교동계 후보 한화갑은 몰락했다. 결국, 대선 후보로는 노무현이 선출되었다. 대선 결과, 노무현의 당선으로 민주당은 정권을 연장했으나, 당시 당권을 장악하고 있었던 동교동계와 노무현 간의 관계 악화는 계속되었고, 이 와중에 소위 '친노'라고 불리던 개혁파 당원들이 탈당하였다. 이들은 한나라당 탈당파들과 연대한 뒤 열린우리당을 창당했다.
한편 노무현은 열린우리당 창당 이후에도 한동안 남아있다가, 2003년 9월 30일 탈당하였다. 이로써 새천년민주당은 야당으로 전락하였고, 여당이 없는 중립내각이 출범하였다.(하지만 노무현을 지지하는 열린우리당이 실질적인 여당 역할을 하였다) 노무현은 2004년 총선 직전 '열린우리당 지지 발언'으로 물의를 빚었고, 이에 민주당은 한나라당, 자민련과 함께 '선거중립 위반'을 이유로 노무현을 탄핵하였다. 그러나 오히려 국민들의 반감을 샀으며, 총선에서 열린우리당이 152석을 차지하여 과반 의석을 차지하게 되었다. 민주당은 역으로 한나라당은 물론 비주류 정당이었던 민주노동당에게조차 밀려 9석짜리 미니정당으로 전락했다. 김종필의 은퇴까지 이어져 3김 시대는 끝났고, 동교동계도 정치적 실권을 잃게 되었다. 대신 새로 떠오른 열린우리당이 국민들의 기대를 모았다. 열린우리당은 친노무현 세력과 비노무현 세력으로 분류되었는데, 비노 계열의 경우 개혁 성향의 친김근태계 및 친고건계와 실용주의 성향의 친정동영계로 분류되었다.
열린우리당은 노무현의 입당으로 정식 여당이 되었고, 이어 '4대 개혁 입법'을 추진했으나, 계파 갈등과 야당의 반대 등으로 무산되었다. 보수주의 및 우익 세력들은 노무현을 종북이라고 비판했으며, 진보주의 및 좌익 세력들은 노무현을 친미주의자라고 비판했다. 이 과정에서 민심 이반이 일어났으며, 2005년 재보궐선거에서 참패하여 과반이 붕괴되었다. 게다가, 미니정당으로 전락한 민주당(2005년 '새천년'을 뺀 민주당으로 개명)이 차츰 힘을 얻었고, 결국 열린우리당은 2006년 지방선거에서 민주당에게도 밀리는 참패를 당했다(호남에서도 패했다). 2007년 2월 노무현 대통령이 탈당하였다(실질적으로는 여당). 이후 열린우리당은 계파 분열로 소수 정당으로 전락했으며, 8월 합당으로 원내 1당의 위치를 되찾았으나, 역으로 대통합민주신당에 흡수되어 자동 해체되었다. 또한 일부는 민주당으로 들어갔다. 대통합민주신당의 대선 후보로 선출된 정동영은 당시 실추된 민심의 결과로 대선에서 한나라당 이명박에게 패배하여, 다시 야당으로 되돌아갔다.

### 이명박·박근혜 정부 시기
2008년 민주당을 흡수해 통합민주당을 창당해 총선에서 활약했으나 참패하였다. 그러나 같은 해 미국산 소고기 문제로 반정부 시위가 터졌고, 이어 노무현의 서거로 인해 한나라당 정권의 지지율이 타격을 입어, 때마다 치러진 보궐 선거에서 승리하였다. 이어 2010년 지방 선거에서 민주당은 한나라당을 누르고 압도적인 승리를 거두었다. 이후 민주당은 2011년 민주통합당으로 개편하였다.
한편 2011년 재보궐 선거 무렵부터 안철수가 돌풍을 일으키면서 유력 정치인으로 떠올랐다. 물론 2012년 총선에서 활동은 하지 않았고, 대신 대선에 출마하여 화제를 모았으나 민주통합당 문재인 후보와의 단일화 중 돌연 사퇴하였다. 야권의 실질적인 단일 후보가 된 문재인은 안철수의 지지 유세 속에서 최선을 다했으나 패배하여, 계속 야당으로 남게 되었다. 그러나 안철수는 이미 '유력 대권주자'까지 부상했고, 이에 민주통합당은 2013년 보궐선거를 앞두고 안철수 영입을 고려했으나 거부당했다. '안철수 신당' 창당설이 나돌기 시작했으며, 드디어 11월 신당 창당을 본격 선언함으로써 '안철수 신당'은 구체화되었다. 이미 '안철수 신당'의 가상 지지율은 민주당의 지지율을 추월했고, 신당의 이름까지 '새정치연합'으로 결정되었으나, 결국 민주당(2013년 개명)과 연대를 선언하여 신당 창당은 무산되었다. 이로써 사실상 야권의 연대가 이루어졌고, 2014년 3월 26일 민주당과 새정치연합의 합당으로 새정치민주연합이 출범했다.
2014년 7·30 재보궐선거에서 새누리당에 참패했고, 이로 인해 김한길, 안철수 지도부가 물러났다. 이후 2015년 초에 치러진 전당대회에서 문재인이 당대표로 선출되면서 계파 갈등이 더욱 심해졌다. 안철수를 중심으로 한 비노무현계 호남 의원들이 대거 탈당하여 국민의당을 창당하였다. 새정치민주연합은 더불어민주당으로 당명을 변경하였고, 김종인을 영입하여 당초 새누리당에 크게 참패할 거란 예상을 깨고 2016년 총선에서 원내 제1당으로 올라섰다. 국민의당도 38석을 얻으며 호남에서 대승을 거두게 되었다.
이후 박근혜·최순실 국정농단 사건이 터지며 전국에서 촛불 집회가 열렸고, 야권은 새누리당 비박계 의원들과 힘을 함쳐 박근혜 탄핵소추안을 가결하였다. 2017년 3월 헌법재판소가 탄핵을 인용하면서 치러진 조기 대선에서 문재인이 제19대 대통령에 당선되었고, 안철수는 당초 예상과 달리 선거 과정에서의 실언, 논란 등으로 홍준표에게 밀려 3위를 기록하였다.

### 문재인 정부 이후
국민의당은 낮은 지지율의 해결책으로 당대표 안철수가 당내 반발에도 불구하고 바른정당과의 합당을 의결하여 바른미래당이 출범하였다. 이때 반발한 호남 의원들 일부가 탈당하여 민주평화당을 창당하였다. 2018년 더불어민주당은 문재인 정부의 성과(남북정상회담, 북미정상회담 개최) 등으로 인해 지방선거에서 압승하였으며, 바른미래당은 유의미한 성적을 내지 못했고, 민주평화당은 호남 일부 지역에서 기초단체장을 배출하였다. 지방선거 이후 출범한 바른미래당의 손학규 지도부는 2019년 재보궐선거 참패, 낮은 지지율로 사퇴 압박에 시달렸고, 민주평화당의 대안정치연대 의원들(주로 전남 지역)이 대거 탈당하였다(이후 대안신당 창당). 바른미래당 내 구 바른정당계 의원들이 탈당하여 새로운보수당을 창당하였고(이후 자유한국당과 합당), 안철수가 탈당하였다(국민의당 창당). 2020년 총선을 앞두고 바른미래당, 대안신당, 민주평화당이 합당하여 민생당을 창당하였다. 또한 더불어민주당을 탈당한 정봉주가 주도하고 손혜원이 합류하여 열린민주당을 창당하였다. 이 선거에서 더불어민주당은 더불어시민당과 합쳐서 180석을 얻는 압승을 거두었고, 이후 더불어시민당과 합당했다. 한편, 창당한 이후 '비례 정당 지지율'이 10%를 상회한 열린민주당은, 여론조사 결과로 예측된 6석에 미치지 못한 3석의 비례 의석을 얻는 데 그쳤다. 이는 총선  막판 더불어민주당•더불어시민당의 선거 전략 등으로 인하여 더불어민주당 지지층이 대거 더불어시민당을 투표했기 때문인 것으로 풀이된다.

## 연표

### 해방 초기
- 1945년 8월 18일 원세훈에 의해 고려민주당 창당.
- 1945년 8월 28일 조헌영, 조병옥 등의 고려민주당계와 김병로계, 신간회 경성지회계, 이인계 등이 참여하여 조선민족당 창당.
- 1945년 9월 송진우, 김성수, 장덕수, 조병옥, 윤보선에 의해 한국민주당 창당, 일명 한민당으로 불림.

### 제1공화국~제2공화국
- 1949년 2월 10일, 한국민주당(한민당)이 대한국민회, 신익희 세력, 대동청년단(지청천 세력과 합당하여 민주국민당 창당.
- 1955년 자유당의 사사오입개헌 사건을 계기로 민주국민당과 흥사단, 자유당 탈당파 등의 범 야권 세력이 모여 민주당 창당. 4.19 혁명으로 제1공화국이 무너진 이후, 윤보선 대통령과 장면 국무총리 등 제2공화국의 집권 여당이 되었다. 집권 이후 구파와 신파간의 분당, 당내 분열 등으로 혼란을 겪다 5·16 군사정변 이후 해산.

- 신민당 : 김도연, 윤보선 등 민주당의 구파가 분당하여 1960년 12월 14일 신민당 창당.

### 제3공화국~제4공화국
- 민정당 : 1961년 해체된 구 민주당계 신파 인사에 의해 1963년 6월 28일 등록하였다. 1963년 11월 26일 - 자유민주당을 흡수하였으나 1965년 5월 11일 민주당과 함께 민중당을 신설합당하여 소멸.
- 대표: 김병로 ⇒ 윤보선
- 민주당 : 1963년 7월 18일, 박순천 등을 중심으로 민주당이 재건되고 8월 17일 등록.
- 1963년 총선에서 11석을 얻어 제2야당이 되었으며 1964년 6월 10일 국민의당 탈당파인 김병로 일파를 흡수하였으나 1965년 5월 11일 원내 제1야당인 민정당과 함께 민중당으로 신설합당하여 소멸.
- 민중당 : 1965년 제1야당인 민정당과 제2야당인 민주당이 통합하여 창당하고 5월 11일 등록하였다. 1967년 2월 11일, 신한당과 함께 신민당으로 신설합당하여 소멸.
- 신한당(1966) : 1966년 3월 30일, 한일기본조약에 대한 입장 차이로 윤보선 등의 강경파가 민중당을 탈당, 5월 30일 등록하였으나 1967년 2월 11일, 민중당과 함께 신민당으로 신설합당하여 소멸.
- 신민당 : 1967년 2월 7일, 민중당과 신한당을 중심으로 분열된 민주세력을 모아 창당했다. 1967년 2월 11일 등록하여 1969년 9월 8일 자진해산했으나 1969년 9월 22일 재등록하는 등 변화를 겪음.
  - 1970년 자유당과 한국독립당 잔존파 일부를 흡수하였으나 1971년 김대중 의원이 제7대 대통령 선거에 후보자로 출마하자 반발한 구 민주당 구파는 탈당하여 국민당 창당. 나머지 잔존파 중 10월 유신으로 국회가 해산된 후, 신민당의 반유진산계(反柳珍山系, 김홍일, 양일동, 윤제술 등이 통일사회당을 창당하여 1973년 1월 탈당함. 1980년 신군부의 정당해산에 의해 해산.

### 제5공화국
- 민주한국당 : 1981년 1월, 80년 해산된 구 신민당계 의원들이 유치송을 총재로 하여 창당. 약칭은 '민한당'. 이후 제11대 총선에서 총 81석의 의석을 획득, 제1야당이 되었으며 정책정당을 표방하였으나 다른 신민당계 의원들에 의해 1985년 신한민주당이 창당되어 제12대 총선에서 제1야당이 된 후, 국회의원 3명의 군소 정당으로 전락. 1988년 제13대 총선에서 총재 유치송을 비롯한 후보 전원이 낙선하여 정당법에 따라 정당등록이 취소.
- 신한민주당 : 1985년 1월 18일, 전두환의 신군부에 의해 정치활동 금지가 풀리며 구 신민당 출신이 모여 창당. 약칭은 '신민당'. 1988년 4월 26일 통일민주당에 흡수.
- 통일민주당 : 구 신민당계 인사 중 김영삼과 김대중을 중심으로 1987년 5월 1일 창당. 통일민주당은 1987년 5월 6일 등록, 대선 후보 경선과정 중 경선에 불복한 김대중의 탈당으로 군소정당화되었다가 1990년 2월 15일 - 민주정의당, 신민주공화당 등과 함께 민주자유당으로 신설합당하여 소멸.

### 1987년~1997년: 민주화 이후
- 1987년 11월 12일 : 김대중이 통일민주당에서 탈당, 평화민주당 창당.
- 1991년 9월 16일 : 3당 합당으로 거대 여당 탄생 이후, 민주당의 잔류파와 합당하여 민주당 창당.
- 1995년 9월 5일 : 김대중 아태재단 이사장의 주도로 민주당 내의 상당수 인사들이 탈당하여 새정치국민회의 창당.

### 1997년~2002년: 정권교체 이후
- 1997년 12월 18일 : 김대중 후보가 15대 대선에서 당선, 새정치국민회의가 집권 여당이 됨.
- 2000년 1월 20일 : 새정치국민회의를 확대 개편해 새천년민주당 출범.
- 2001년 : 기존의 민주당계와는 별도로 유시민, 문성근 등의 주도로 개혁국민정당 창당.
- 2002년 12월 19일 : 노무현 후보가 16대 대선에서 당선, 새천년민주당 정권 재창출.

### 2003년~2006년: 세력 분열
- 2003년 11월 11일 민주당에서 당내 개혁을 요구하던 세력이 탈당하여 열린우리당을 창당하여 분당.
- 2004년 4월 15일 17대 총선에서 열린우리당이 152석을 획득, 1961년 이후 민주당계 정당 사상 첫 단독 과반을 이룸.
- 2007년 8월 5일: 열린우리당 탈당파 주도로 대통합민주신당 창당, 8월 20일 열린우리당 흡수.

### 2007년~2017년: 10년간의 야당 시절
- 2007년 12월 19일: 17대 대선에서 정동영 후보가 낙선하면서 10년 만에 야당이 됨.
- 2008년 2월 11일: 대통합민주신당과 민주당 통합 선언, 2월 18일 통합민주당 출범.
- 2011년 12월 16일: 야권중통합의 일환으로 민주당, 시민통합당, 한국노총의 합당으로 민주통합당 출범.
- 2012년 12월 19일: 18대 대선에서 문재인 후보가 낙선.
- 2014년 3월 26일 : 민주당과 새정치연합이 합당하고 창조한국당 인사들이 합류하여 새정치민주연합 창당.
- 2015년 12월 28일 : 새정치민주연합, 당명을 더불어민주당으로 변경.
- 2016년 2월 2일 : 더불어민주당(구 새정치민주연합)의 탈당파가 안철수 의원을 중심으로 국민의당 창당. 민주통합당 창당 후 5년여 만의 민주당계 정당의 분당.

### 2017년~2022년: 민주당계 정당의 재집권
- 2017년 5월 10일 :  문재인 후보가 19대 대선에서 당선, 더불어민주당이 집권 여당이 됨.
- 2018년 2월 6일 : 국민의당 내의 비안계가 탈당하여 민주평화당 창당.
- 2018년 2월 13일 : 국민의당이 바른정당과 합당하여 바른미래당 창당.
- 2020년 1월 12일 : 민주평화당 내 비당권파 의원들이 탈당하여 대안신당 창당.
- 2020년 2월 24일 : 바른미래당, 대안신당, 민주평화당이 합당하여 민생당 창당.
- 2020년 3월 8일 : 정봉주 전 의원이 주도하고 손혜원 의원이 합류하여 열린민주당 창당.

### 2022년 이후
- 2024년 3월 19일 : 민생당이 당명을 기후민생당으로 변경

## 목록

### 해방 이후

#### 고려민주당 (1945년)
1945년 8월 18일에 원세훈 등이 창당한 정당이다. 김병로와 백관수도 정당 결성 준비를 하자, 원세훈은 고려민주당을 해체하고 이들과 합작하여 조선민족당을 결성하였다.

#### 조선민족당 (1945년)
1945년 8월 28일 조헌영, 조병옥 등의 고려민주당계와 김병로계, 신간회 경성지회계, 이인계 등이 참여한 정당이다.

#### 한국국민당 (1945년)
1945년 9월 1일 백남훈, 장덕수, 윤보선 등이 조직한 정당이다.

#### 한국민주당 (1945년)
1945년 9월 16일에 조선민족당, 한국국민당 등이 만든 정당으로 송진우, 김성수, 장덕수, 조병옥, 윤보선 등이 참여하였다. 약칭은 한민당이다. 미군정의 실질적 여당으로 초기에는 한국독립당과 대한민국임시정부에 우호적이었으나, 임정 계열에서 송진우와 장덕수를 연이어 암살하면서 관계가 악화되었다. 1947년 6월 이승만의 단정수립에 적극 찬성하였으나, 1948년 8월 15일 내각에서 배제당하자 야당화되었다. 1949년 1월 26일 대한국민회, 대동청년단과 통합하여 민주국민당을 창당함으로써 흡수 해체되었다.
- 수석총무 : 송진우, 장덕수, 김성수

#### 민주국민당 (1949년)
1949년 2월 10일, 한국민주당(한민당)이 대한국민회, 신익희 세력, 대동청년단(지청천 세력) 등과 통합하여 창당한 정당이다. 약칭은 민국당이다. 수 차례에 걸친 개헌 파동 등 난관과 억압을 받다가 1955년 9월 19일 민주당에 흡수되었다. 주요 인물로는 신익희, 김도연, 이영준, 백남훈, 서상일, 조병옥 등이 있다.
- 위원장 : 신익희

#### 민주당 (1955년)
1955년 자유당의 사사오입개헌 사건을 계기로 민주국민당과 흥사단, 자유당 탈당파 등의 범 야권 세력이 모여 호헌동지회를 결성한 뒤, 호동을 중심으로 9월 18일 창당하였다. 그러나, 구 한민당-민주국민당 출신 구파와 자유당 탈당파, 흥사단계 등 신파의 내부적 갈등이 지속되었다. 1956년 대선 후보 선출 전 곽상훈의 중개로, 대통령 후보에 신익희, 부통령 후보에 장면을 내세워 제3대 정부통령 선거에 출마하였으나, 신익희는 선거 직전 사망했고, 장면은 부통령에 당선되었다. 1960년 4.19 혁명으로 제1공화국이 무너진 이후, 윤보선 대통령과 장면 국무총리 등 제2공화국의 집권 여당이 되었다. 그러나 집권 이후 구파와 신파간의 분당, 당내 분열 등으로 혼란을 겪다가 5·16 군사 정변 이후 해산되었다. 구파의 주요 인물로는 신익희, 조병옥, 윤보선, 김도연, 김준연, 김성수가 있었고, 신파의 주요 인물로는 장면, 곽상훈, 박순천 등이 있었다.
- 대표 : 신익희, 조병옥, 장면

#### 통일당 (1957년)
1957년 11월 18일, 민주당에서 제명당한 김준연의 주도로 창당하였고 1961년 5·16 군사쿠데타 이후 해체되었다.

#### 신민당 (1960년)
민주당의 구파가 분당하여 1960년 12월 14일에 창당하였다.
- 대표 : 김도연

### 5·16 군사 정변 이후

#### 민정당 (1963년)
윤보선과 김병로 등을 중심으로 신민당·자유당·민주당·무소속 등 4개 세력의 단일야당으로 모여 1963년 6월 28일 창당하였다. 그 해 5대 대선에서 윤보선이 대통령 후보로 출마하였지만 박정희에게 근소한 차이로 패배하였다. 1963년 11월 26일 김준연의 자유민주당을 흡수하였다. 6대 총선에서 제1야당이 되었다. 이후, 대일굴욕외교반대 범국민투쟁위원회를 결성하여 반대투쟁에 나서는 등의 행보를 보였다. 1965년 5월 11일 제2야당인 민주당과 함께 한일기본조약 체결의 반대투쟁을 단일화하기 위해 민중당을 신설합당하여 소멸하였다.
- 총재 : 윤보선
- 대표 : 김병로, 윤보선

#### 민주당 (1963년)
1963년 7월 18일, 박순천 등을 중심으로 민주당이 재건되었다. 같은 해에 실시된 6대 총선에서 11석을 얻어 제2야당이 되었다. 1964년 6월에는 김병로의 국민의당을 흡수하였다. 1965년 5월 11일에는 원내 제1야당인 민정당과 함께 한일기본조약 체결의 반대투쟁을 단일화하기 위해 민중당으로 신설합당하여 소멸하였다.
- 총재·대표 : 박순천

#### 자유민주당 (1963년)
1963년 9월 3일 김준연 주도로 창당하였고 1964년 11월 26일 민정당에 흡수되면서 소멸하였다.
- 대표 : 김준연

#### 국민의당 (1963년)
1963년 9월 5일 민우당과 신정당 그리고 민주당과 민정당의 일부 의원과 무소속 참여하여 창당하였고 이범석 등 자유당 탈당파 일부도 참여하였다. 뒤에 이범석 등은 탈당하였고 1964년 9월 17일 민주당과 통합하면서 소멸하였다.
- 대표 : 김병로, 허정, 이범석

#### 민중당 (1965년)
1965년 5월 제1야당인 민정당과 제2야당인 민주당이 한일기본조약체결의 반대투쟁을 단일화하기 위해 통합하여 창당하였다. 그러나, 박순천계와 윤보선계의 계파갈등이 지속되었고, 결국 윤보선을 비롯한 강경파는 탈당하여 독립했다. 1967년 2월 11일, 6대 대선을 앞두고 단일화를 위하여 신한당과 함께 신민당으로 신설합당하여 소멸하였다.
- 총재 : 박순천

#### 신한당(1966년)
1966년 3월 30일, 한일기본조약에 대한 입장 차이로 윤보선 등의 강경파가 민중당에서 독립하여 창당했다. 1967년 2월 11일, 6대 대선을 앞두고 단일화를 위하여 민중당과 함께 신민당으로 신설합당하여 소멸하였다.
- 총재 : 윤보선

#### 신민당 (1967년)
1967년 2월 7일, 민중당과 신한당을 중심으로 분열된 민주세력을 모아 창당했다. 1969년, 연임금지조항 삭제 등을 포함한 헌법개정안에 반대를 당론으로 하고 있던 중 성낙현, 조흥만, 연주흠 의원이 개헌 지지 성명을 발표하였다. 당시 헌법개정안 가결 정족수는 117명 이었는데, 이 3명의 의원이 개헌안을 지지하면서 개헌안 찬성 서명의원이 122명이 되었다. 이에 유진오 총재는 9월 긴급 전당대회를 열어 헌법개정지지성명을 낸 3명을 제외한 나머지 의원 44명을 제명하고 당을 자진해산함으로써 헌법개정지지성명을 냈던 의원의 의원직이 상실되었다. 무소속이 된 44명의 의원은 원내교섭단체인 신민회를 구성하여, 1969년 9월 22일 다시 등록하였다. 1970년 1월 26일에는 자유당 잔존파를 흡수합당하였고, 같은 해 2월 3일에는 한국독립당 잔존파를 흡수합당하였다. 김대중 후보가 제7대 대통령 선거에 출마하였다. 대선 이후 신민당은 유진산파와 김대중이 지지하는 김홍일파로 양분되어 있었다. 1972년 9월 20일 유진산이 이끄는 소위 진산계만으로 시민회관에서 전당대회가 강행되어 유진산을 당수로 선출하자, 반 진산연합계는 효창동의 김홍일 자택에서 단독 전당대회를 열고 김홍일을 당수로 선출함으로써 두 개로 쪼개졌다. 그런 분당 상태에서 유신이라는 날벼락을 맞은 신민당은 충격을 받고 재통합하면서 유진산을 당수로 추대하였으며, 유진산은 선거 실시 전에 잠시 사임하였다가 선거 후 다시 당수로 복귀하게 되었다. 1980년 10월 27일 제5공화국 헌법 부칙에 의해 자동해산되었다.
- 총재 : 유진오, 유진산, 김영삼
- 대표 : 유진오, 유진산, 김홍일, 이철승

#### 국민당 (1971년)
1971년 1월 6일 김대중 후보가 신민당의 대통령후보로 결정되자 이에 반발하여 민주당 구파 계열인 윤보선, 박기출 등을 중심으로 창당하여 활동하였다. 1972년 유신헌법으로 해산되었다.
- 총재 : 윤보선

#### 민주통일당 (1973년)
1972년 10월 유신으로 국회가 해산된 후, 신민당의 반유진산계 (김홍일, 양일동, 윤제술 등)가 중심이 되어 1973년 1월 27일 창당하고 양일동을 대표최고위원으로 선출하였다. 기본노선은 보수정당에 바탕을 두고 혁신적·진보적인 정강정책을 추진하였다. 약칭은 통일당이었다. 1973년 총선에서 국회의원 의석 3석 달성하였고, 1978년 총선에서 국회의원 의석 3석 달성하였다. 1980년 2월 당간부 30여 명 신민당에 입당하였고, 1980년 10월 27일 공포된 제5공화국 헌법 부칙에 따라 해산되었다.
- 총재 : 양일동

### 5·18 광주 민주화 운동 이후

#### 민주한국당 (1981년)
1981년 1월 유치송을 총재로 하여 창당되었다. 약칭은 민한당이다. 같은 해 2월 제12대 대통령선거에 유치송을 후보자로 내세워 참여하였으나 7.7%를 얻는 데 그쳤다. 그러나 같은 해 3월 실시된 11대 총선에서는 총 81석의 의석을 확보하여 제5공화국의 제1야당으로 부상하였다. 하지만 민한당은 안기부의 자금을 지원받아 창당된 사실상의 관제야당으로, 정권을 견제한다는 야당 본연의 기능을 수행하지 못해 국민들에게 전폭적인 지지를 얻지 못했다. 1984년, 정치활동 금지에서 해제된 인사들을 중심으로 신한민주당이 창당되자 소속 의원 10여 명이 탈당하여 옮겨갔으며, 1985년 12대 총선에서 35명의 당선자를 내는 데 그쳐 신한민주당에게 제1야당의 자리를 내주었고, 그 후 소속 의원들의 탈당이 이어져 국회의원 3명의 군소 정당으로 전락하였다. 마침내, 1988년 13대 총선에서 총재 유치송을 비롯한 후보자 전원이 낙선하여, 정당법에 따라 정당등록이 취소되었다.
- 총재 : 유치송

#### 신한민주당 (1985년)
정치활동이 금지되었던 인사들이 1984년 12월 정치활동금지에서 해제되면서, 선명성을 지닌 정통 야당이 되살아나 전두환 정권을 견제해야 한다는 의견이 나오기 시작했고, 마침내 해금 인사들과 일부 민한당을 탈당한 인사들이 신당 창당을 결의, 새로운 야당 신한민주당을 1985년 1월 18일 창당했다. 약칭은 신민당이다. 이후 민한당에서 이탈한 의원들이 신한민주당에 가세하면서 의석수가 103석으로 늘어났고, 명실상부한 제1 야당으로서 대통령 직선제 개헌을 요구하며 전두환 정권과 격렬하게 대립하였다. 1986년 12월, 신한민주당 총재 이민우는 전두환 정권이 민주화 조치를 먼저 단행할 경우 내각제 개헌을 수용할 수 있다는 이른바 "이민우 구상"을 발표했다. 이에 대해 김대중과 김영삼을 중심으로 한 대통령 직선제 개헌파가 이민우 구상에 대해 반발하였고, 이철승, 이택돈 등의 내각제 개헌파가 이에 반박하면서 내분이 일어났다. 결국 1987년 4월 양김이 자파 의원 74명을 이끌고 집단 탈당하여 통일민주당을 창당하면서 야당 돌풍의 주인공인 신한민주당은 존립에 큰 타격을 입게 되었다. 이후 1988년 4월 26일에 실시된 제13대 국회의원 총선거에서 이철승 등의 일부 인사들이 분전했지만 결국 단 한명의 당선자도 내지 못하였고, 정당법에 따라 등록이 취소되었다.
- 총재 : 이민우, 신도환

#### 통일민주당 (1987년)
1987년 5월 1일, 김영삼과 김대중을 중심으로 창당했다. 약칭은 민주당이다. 신한민주당이 내분에 빠지자, 김영삼과 김대중이 새로운 야당을 만들기로 합의하고 자신의 지지파 의원 (상도동계, 동교동계)들을 신한민주당으로부터 탈당시켜 창당하였다. 창당과정에서 이른바 통일민주당 창당 방해 사건도 발생하였다. 양김은 민주화추진협의회를 구성해 민주진영을 구축하기도 했다. 통일민주당은 개헌논의의 중지를 선언한 전두환 대통령의 4·13조치를 정면으로 거부하고 5월 27일 민주헌법쟁취국민운동본부를 결성하여 6월 항쟁을 유발하였다. 그 결과 민주정의당 대표인 노태우가 대통령 직선제 개헌을 수용하는 6·29선언이 발표되었다. 이러한 승리를 거둔 통일민주당은 대통령선거에 나설 후보자 선출문제를 놓고 대립하다가 김대중계 의원 (동교동계)들이 10월 29일 집단탈당하여 평화민주당을 창당함으로써 분당되었다. 이후 통일민주당은 상도동계가 중심이 되어 김영삼을 대통령후보로 선출하고, 1987년 12월 16일 실시된 제13대 대통령선거에 참여하였으나, 유효투표의 28.0%를 획득하는 데 그쳐 36.6%를 획득한 민주정의당의 노태우 후보에게 패배하였다. 1990년 이른바 3당 합당을 통하여 민주자유당이 창당됨으로써 소멸하였다. 3당 합당에 반대하는 잔류파들은 꼬마민주당을 창당하였다.
- 총재 : 김영삼

#### 평화민주당/신민주연합당 (1987년)
평화민주당은 1987년 10월 29일 통일민주당에 참여했던 동교동계 인사들이 탈당해 1987년 11월 12일 김대중을 총재 및 대통령선거 후보로 추대함과 동시에 창당됐다. 약칭은 평민당이다. 김대중은 대통령선거에 출마하여 27.0%의 득표로 노태우, 김영삼에 이어 3위로 낙선하였다. 그 뒤에 통일민주당, 신민주공화당 등과 함께 국가보안법 대체입법안, 5.18 진상조사 등 민주화 관련 법안에서 공조하기도 하였다. 신민주공화당과 통일민주당이 3당 합당에 동조한 이후 평민당은 이우정, 신계륜, 장영달 등의 재야운동가를 영입한 뒤 1991년 4월 15일 신민주연합당으로 당명을 변경하였다. 이후 1991년 9월 16일, 3당 합당에 반대한 통일민주당 출신 인사들이 주축이 된 일명 꼬마 민주당과 합당하여 민주당이 탄생하였다.
- 총재 : 김대중, 박영숙

#### 민주당 (1990년)
1990년 6월 15일 삼당합당을 반대하는 이기택, 노무현, 김정길 등의 통일민주당 잔류 세력과 박찬종, 이철 등의 무소속 의원 등을 중심으로 창당했다. 보통 꼬마 민주당으로 불린다. 1991년 9월 16일 신민주연합당과 함께 민주당으로 신설합당되어 소멸하였다.
- 총재 : 이기택

### 문민정부 출범 이후

#### 민주당 (1991년)
평화민주당이 확대 개편된 신민주연합당과 삼당합당에 반대한 통일민주당 잔류파등의 민주당의 합당으로 1991년 9월 16일 창당되었다. 1990년의 민주당과 구분해서 보통 통합민주당으로 부른다. 1995년 3월 7일에는 새한국당을 흡수합당하고 제1회 전국동시지방선거에서 선전하기도 하였으나, 같은 해 9월 5일 김대중이 새정치국민회의를 창당하자 소속 의원 95명 중 65명이 탈당하여 제2야당으로 추락하였고, 1995년 12월 21일 개혁신당과 함께 통합민주당으로 신설합당되어 소멸하였다.
- 대표 : 김대중, 이기택, 홍영기, 박일

#### 새정치국민회의 (1995년)
14대 대선에서 낙선하고 정계를 은퇴하였던 김대중이 정계 복귀와 신당 창당을 공식 선언하자, 당시 민주당 소속 의원 95명 중 65명이 민주당을 탈당하고 신당에 참여하면서 국민회의는 창당과 함께 제1야당이 되었다. 1995년 9월 5일 창당하고 1995년 9월 11일에 공식 등록되었다. 약칭은 국민회의이다. 1996년의 15대 총선에서는 야당 분열의 결과로 정대철, 이종찬, 김덕규 등의 중진 국회의원들이 대거 낙선하는 등 참패하여 299석 중 79석을 차지하는 데 그쳤으나, 1997년 12월 18일의 15대 대선에서 자유민주연합과의 공조를 통하여 김대중을 대통령으로 당선시켜 집권여당이 되었다. 16대 총선을 3개월 앞두고 2000년 1월 20일, 새천년민주당으로 확대 개편하면서 해산되었다.
- 총재 : 김대중

#### 통합민주당/민주당 (1995년)
1995년 12월 21일, 새정치국민회의에 합류하지 않은 민주당 세력이 개혁신당과 통합하여 통합민주당으로 당명을 변경했다. 15대 총선에서 제4당으로 전락하였다. 1996년 6월 13일에 민주당으로 당명을 변경하였고 결국, 1997년 11월 24일에 신한국당과 함께 한나라당으로 신설 합당하여 소멸되었다. 이 과정에서 반발한 노무현, 김원기, 김정길 등 당원 일부가 탈당하여 새정치국민회의에 입당하였다.
- 대표 : 박일, 장을병, 이기택, 조순

#### 새천년민주당/민주당 (2000년)
2000년 1월 20일, 새정치국민회의를 확대개편해서 창당하였다. 각종 게이트 의혹과 아들들의 비리 연루로 김대중 대통령이 2002년 5월 탈당하기는 하였으나 사실상 집권 여당이었다. 국민 경선을 통해 노무현이 대선 후보가 되었고, 16대 대선에서 당선이 되어 정권 연장에 성공했다. 그러나, 이듬해 노무현을 비롯한 당내 개혁세력이 탈당하여 당세가 약해지고 야당이 되었다. 2004년 한나라당, 자유민주연합과 함께 대통령 탄핵을 주도하였다가 국민의 지지를 잃었다. 그로 인해, 17대 총선에서 9명의 의원만이 당선되어 원내교섭단체에서 제외되었다. 2005년 5월 6일에 새천년민주당에서 민주당으로 당명을 변경하였다. 마침내, 2007년 6월 29일 민주당과 중도개혁통합신당이 합당하여 박상천, 김한길을 공동대표로 하는 중도통합민주당이 출범하였다.
- 총재 : 김대중
- 대표 : 서영훈, 김중권, 한광옥, 한화갑, 정대철, 박상천, 조순형, 장상

#### 개혁국민정당 (2002년)
2002년 대한민국 제16대 대통령 선거 직전 친노계열의 인사들 주축으로 창당되었고, 한나라당에서 김원웅 등이 뒤에 합류하였다. 2003년 11월, 전국상임위원회 당내회의를 개최하고 모바일 투표 결과를 검토하여 당을 해산시킨다는 방침을 발표하였고 같은 해 12월, 유시민 의원은 한나라당, 새천년민주당 내 개혁파 의원들과 열린우리당을 창당하고 입당하였다. 그러나, 선거관리위원회가 인터넷을 통한 해산 결의는 무효라고 결정하였고 잔류를 주장하는 당원들과 잡음이 있었으나, 2004년 9월 13일, 개정된 정당법상 요건을 충족시키지 못해 공식 해산하였다.
- 대표 : 김원웅, 유시민

### 참여정부 출범 이후

#### 열린우리당 (2003년)
2003년 11월 11일에 개혁국민정당, 한나라당, 새천년민주당의 내 정당 개혁, 정치 개혁의 완수를 요구하던 개혁 세력들이 모여 창당한 정당이다. 약칭은 우리당이다. 같은 해 11월 17일에 정당 등록하였다. 열린우리당의 창당으로 일시적인 민주당계 정당의 분열이 시작되었다. 노무현 대통령 탄핵 소추 사건의 여파로 17대 총선에서 1988년 이후 처음으로 과반수 의석을 차지하여 원내 1당으로 발돋움하였다. 이후, 노무현 대통령은 열린우리당의 수석 당원 자격으로 입당하여 집권여당이 되었다. 그러나, 재보궐선거와 2006년 지방선거에서 연달아 참패하였다. 지지도는 계속해서 떨어졌고 잇따라 의원들이 탈당하여 과반이 무너졌다. 결국, 2007년 8월 18일에 신당인 대통합민주신당에 흡수되는 형식으로 합당하였다.
- 의장 : 김원기, 정동영, 신기남, 이부영, 문희상, 김근태, 정세균
- 비상대책위원장 : 임채정, 정세균, 유재건

#### 중도개혁통합신당 (2007년)
열린우리당을 탈당한 강봉균, 김낙순, 김한길 등 국회의원 23명은 2007년 2월 12일 중도개혁통합신당추진모임을 만들었고 창당에 반대한 노웅래 등을 제외하고 신국환, 유필우가 추가로 합류하여 국회의원 20명으로 김한길 의원을 대표로 하여 중도개혁통합신당을 창당했다. 같은 해 6월 29일에 민주당과 함께 중도통합민주당으로 합당하였다.
- 대표 : 김한길

#### 중도통합민주당/민주당 (2007년)
2007년 6월 29일 중도개혁통합신당과 민주당이 중도통합민주당으로 신설 합당하였다. 그러나 8월 3일 중도개혁통합신당 계열이 탈당하여 8월 9일 대통합민주신당으로 입당하였다. 그래서 2007년 8월 13일 당명과 로고를 민주당으로 원상복구하였다. 17대 대선에서 이인제를 대통령 후보를 내세웠으나 미미한 득표율로 낙선하였고 이듬해 2008년 2월 17일 대통합민주신당과 함께 통합민주당으로 합당하여 소멸하였다.
- 대표 : 박상천, 김한길

#### 대통합민주신당 (2007년)
2007년 8월 5일에 열린우리당의 탈당파와 중도통합민주당의 탈당파, 한나라당을 탈당한 손학규를 중심으로 하는 선진평화연대 세력 그리고 시민사회단체의 미래창조연대 등 크게 4가지 세력이 뭉쳐 창당한 정당이다. 같은 해 8월 18일, 열린우리당을 흡수하는 형식으로 열린우리당과 합당하여 원내 1당이 되었다. 정동영을 후보로 내세워 2007년 대선에 참여했다. 부단히 친(親)노무현 이미지를 벗기위한 명분없는 차별화를 시도했으나, 이에 대한 국민들에 대한 반감이 작용하여 대통령 선거에서는 한나라당의 이명박 후보에게 큰 표차로 패배하였다. 이로 인해 이른바 친노 세력은 정치적으로 큰 타격을 입게 되었다. 대통령 선거 이후에는 한나라당 출신의 손학규를 당 대표로 세우고, 이명박 신정부에 대한 견제 활동을 계속 하였다. 그 후 2008년 2월 17일 민주당과 함께 통합민주당으로 합당하여 소멸하였다.
- 대표 : 오충일, 손학규

#### 창조한국당 (2007년)
2007년 11월 7일 문국현 전 유한킴벌리 사장을 중심으로 창당하였다. 그러나 문국현이 선거법 위반 혐의로 의원직을 상실한 이후, 대표직까지 사퇴하면서 송영오 대표권한대행을 중심으로 비상대책위원회 체제로 운영되다가, 2010년 5월 16일 임시전국대의원대회를 통해 공성경이 대표최고위원에 선출되었다. 2012년 4월 11일에 실시된 제19대 총선 결과, 지역구와 비례대표 모두에서 의석 획득에 실패하는 한편, 정당 득표에서도 등록취소요건 2%미만인 0.43%를 얻어 등록이 취소됐다. 2012년 4월 12일에 해산되었다.
- 대표 : 문국현, 공성경

#### 통합민주당/민주당 (2008년)
2008년 2월 17일에 대통합민주신당과 민주당이 합당하여 창당하였다. 이 합당으로 열린우리당 출범부터 있었던 민주당계 정당의 분열이 종식되었다. 18대 총선에서 원내 2당이 되었다. 같은 해 7월 6일에 열린 제1차 정기 전국대의원대회를 통해 통합민주당에서 통합을 뺀 민주당으로 당명 변경하였다. 이후 각종 재보선에서 여당인 한나라당 등 보수정당을 압도하며 대표 야당으로 자리매김하였다. 2010년 지방선거에서 범야권 단일화를 필두로 여당을 제치고 승리하여 정국 주도권 장악했으나 7.28 재보궐선거와 10.27 재보궐선거에서 잇따라 패배하며 당세확장이 주춤했다. 결국, 2011년 12월 16일 시민통합당, 한국노동조합총연맹과 함께 야권중통합의 일환으로 민주통합당으로 합당했다.
- 대표 : 손학규, 박상천, 정세균

### 이명박 정부 출범 이후

#### 국민참여당 (2010년)
열린우리당을 흡수합당한 대통합민주신당과 민주당과의 합당때 합류하지 않은 친노직계 세력이 주축이 되어 2010년 1월 17일 창당한 정당이다. 창당 추진 당시 '친노정당'이라고 불렸다. 사실상, 2002년에 창당되었던 개혁국민정당의 후속격이다. 참여정부와 국민의 정부의 가치와 노선 계승을 표방했다. 2011년 12월 6일 민주노동당, 새진보통합연대와 함께 야권소통합의 일환으로 통합진보당으로 합당했다.
- 대표 : 이재정, 유시민

#### 민주통합당/민주당 (2011년)
2011년 12월 16일 야권중통합의 일환인 민주당, 시민통합당, 한국노동조합총연맹의 합당으로 출범한 정당이다. 약칭은 민주당이다. 이번 합당으로 사실상 민주당계 정당의 분열이 종식되었다. 상징색은 기존의 민주당계와 비슷하게 노란색을 주색으로 하고 초록색을 보조색으로 사용했으나, 2013년부터는 기존의 민주당계와는 다른 파란색을 사용한다. 2012년 총선에서 사실상 패배하였다. 이후, 완전국민경선을 통해 18대 대통령 후보를 문재인으로 정하여 대선을 진행하였다. 이후 안철수 후보와의 단일화 과정에서 인적쇄신 요구가 일어나게 되자 대선을 한달여 앞두고 이해찬을 비롯한 2기 지도부 전원이 총사퇴를 했다. 대선 후보가 대표 권한 대행도 동시에 겸하는 체제가 되었다. 대선을 통해 정권교체를 노렸으나 낙선하여 야당으로 계속 남게 되었다. 대선 패배의 책임을 지고 비상대책위원회 체제를 유지하다가 2013년 5월 전당대회를 개최하여 대표를 선출하고 당명을 민주당으로 개명했다.
- 대표 : 원혜영, 이용선, 한명숙, 이해찬, 김한길
- 비상대책위원장 : 박지원, 문희상
- 권한대행 : 문성근, 문재인

### 박근혜 정부 출범 이후

#### 새정치민주연합 (2014년)
2014년 3월 26일 민주당과 새정치연합(창당준비위원회)이 합쳐 출범한 정당이다. 통합 방식은 창당준비위원회 단계인 새정치연합과 민주당과 통합을 하고, 3월 26일에 안철수와 김한길을 공동대표로 하여 새정치민주연합으로 창당하였다. 이는 2007년 대통합민주신당이 열린우리당을 흡수합당하였던 과정과 비슷하다.
- 대표
  - 1기 : 김한길, 안철수 (2014년 3월 26일 ~ 2014년 7월 31일)
  - 국민공감혁신위원장 : 박영선 (2014년 8월 4일 ~ 2014년 9월 17일)
  - 비상대책위원장 : 문희상 (2014년 9월 18일 ~ 2015년 2월 8일)
  - 2기 : 문재인 (2015년 2월 9일 ~ 2016년 1월 26일)

#### 민주당 (2014년)
제19대 국회의 원내 정당이었다. 2014년 3월 26일 새정치민주연합의 창당으로 사라지게 된 민주당을 계승한다는 의미로 2014년 9월 21일에 창당되었다. 더불어민주당과 2016년 10월 19일 공식적으로 통합했다.
- 대표
  - 1기 : 강신성
  - 2기 : 박준영, 김민석 → 김민석

#### 더불어민주당 (2015년)
새정치민주연합은 2015년 12월 28일 더불어민주당으로 당명을 변경하였다. 이후 비노계 호남 의원들의 탈당이 이어졌고, 총선에 대비하기 위해 새로운 인사들의 영입이 이루어졌다. 이후 문재인 대표가 김종인 전 새누리당 국민행복추진위원장을 선대위원장으로 임명하였으며, 문재인 대표의 사퇴 이후 김종인 비상대책위원회 체제가 출범하였다. 2016년 치러진 제20대 총선에서 123석을 획득하며 원내 제1당이 되었다. 2017년 박근혜 대통령 탄핵으로 치러진 제19대 대통령 선거에서 문재인 후보가 당선되면서 9년만의 정권교체를 이루어냈다. 이후 북미정상회담 등 문재인 정부의 외교 성과에 힘입어 2018년 지방선거 및 2020년 총선에서 압도적인 승리를 거두었다.
- 대표
  - 1기 : 문재인 (2015년 12월 28일 ~ 2016년 1월 27일)
  - 비상대책위원회 대표 : 김종인 (2016년 1월 27일 ~ 2016년 8월 27일)
  - 2기 : 추미애 (2016년 8월 27일 ~ 2018년 8월 25일)
  - 3기 : 이해찬 (2018년 8월 25일 ~ 2020년 8월 28일)
  - 4기 : 이낙연 (2020년 8월 29일 ~ 2021년 3월 9일)
  - 대표권한대행 : 김태년 (2021년 3월 9일 ~ 2021년 4월 8일)
  - 비상대책위원장 : 도종환 (2021년 4월 8일 ~ 2021년 4월 16일)
  - 비상대책위원장 : 윤호중 (2021년 4월 16일 ~ 2021년 5월 2일)
  - 5기 : 송영길 (2021년 5월 2일 ~ 2022년 3월 10일)
  - 공동비상대책위원장 : 윤호중, 박지현 (2022년 3월 10일 ~ 2022년 6월 2일)
  - 대표권한대행 : 박홍근 (2022년 6월 2일 ~ 2022년 6월 7일)
  - 비상대책위원장 : 우상호 (2022년 6월 7일 ~ 2022년 8월 28일)
  - 6기: 이재명 (2022년 8월 28일 ~ 2025년 4월 9일)
  - 대표권한대행: 박찬대 (2025년 4월 9일 ~ 2025년 6월 13일)
  - 대표권한대행: 김병기 (2025년 6월 13일 ~ 2025년 8월 2일)
  - 7기: 정청래: (2025년 8월 2일 ~ )

#### 국민회의 (2016년)
새정치민주연합에서 탈당한 천정배 의원이 창당한 정당이다. 2016년 2월 2일 국민의당과 합당하였다.
- 대표 : 천정배, 나상기

#### 국민의당 (2016년)
문재인 대표의 퇴진을 요구하던 새정치민주연합과 더불어민주당을 탈당한 비주류 세력이 주축이 되어 창당한 정당이다. 2016년 1월 10일 창당준비위원회를 발족하였으며, 이후 마찬가지로 민주당계 정당의 비주류 탈당세력이 주축이 된 국민회의와 통합하여 2월 2일 창당대회를 개최하였다. 안철수 의원을 상임공동대표로, 천정배 의원을 공동대표로 추대하였고, 2016년 4월 치러진 제20대 총선에서 38석을 획득하며 원내 제3당이 되었다.
- 대표
  - 1기 : 안철수, 천정배 (2016년 2월 2일 ~ 2016년 6월 29일)
  - 비상대책위원장 : 박지원 (2016년 6월 29일 ~ 2016년 12월 5일)
  - 비상대책위원장 : 김동철 (2016년 12월 5일 ~ 2017년 1월 15일)
  - 2기 : 박지원 (2017년 1월 15일 ~ 2017년 5월 10일)
  - 대행 : 주승용 (2017년 5월 11일 ~ 2017년 5월 16일)
  - 대행 : 김동철 (2017년 5월 16일 ~ 2017년 5월 25일)
  - 비상대책위원장 : 박주선 (2017년 5월 25일 ~ 2017년 8월 27일)
  - 3기 : 안철수 (2017년 8월 27일 ~ 2018년 2월 13일)

### 문재인 정부 출범 이후

#### 민주평화당 (2018년)
국민의당과 바른정당의 합당에 대해 반대하던 국민의당 의원들이 창당하였다. 2018년 1월 28일 창준위를 출범시켰고 2월 6일 창당하였다. 이후 민생당을 창당하여 해산된다.
- 대표
  - 1기 : 조배숙 (2018년 2월 6일 ~ 2018년 8월 5일)
  - 2기 : 정동영 (2018년 8월 5일 ~ 2020년 2월 24일)

#### 대안신당 (2020년)
민주평화당을 탈당한 비당권파 의원들이 창당한 정당이다. 민생당을 창당하면서 해산되었다.
- 대표 : 최경환 (2020년 1월 12일 ~ 2020년 2월 24일)

#### 민주평화당 (민생당, 2020년)
바른미래당, 대안신당, 민주평화당이 합당하여 2020년 2월 창당한 정당으로, 민생당, 기후민생당을 거쳐 현재 당명은 민주평화당이다.
- 대표
  - 1기 : 김정화 (등재, 2020년 1월 12일 ~ 5월 28일), 유성엽, 박주현 (공동, 2020년 1월 12일 ~ 4월 20일, 3월 23일)
  - 비상대책위원장: 이수봉 (2020년 5월 28일 ~ 2021년 11월 18일)
  - 2기 : 서진희 (2021년 11월 19일 ~ 2022년 6월 3일)
  - 비상대책위원장 : 김정기 (공동직무대행, 2022년 6월 3일 ~ 2023년 3월 8일), 이관승 (공동직무대행, 2022년 6월 3일 ~ 2023년 3월 8일)
  - 3기 : 김정기 (2023년 3월 8일 ~ 2023년 9월 21일), 이관승 (2023년 3월 8일 ~ 2023년 9월 21일), 최상임 (2023년 3월 8일 ~ 2023년 9월 21일)
  - 비상대책위원장 : 김정기 (공동직무대행, 2023년 9월 21일 ~ 2024년 2월 27일), 이관승 (공동직무대행, 2023년 9월 21일 ~ 2023년 2월 27일)
  - 비상대책위원장 : 김정기 (직무대행, 2024년 2월 27일 ~ 2024년 3월 14일)
  - 비상대책위원장 : 김정기 (2024년 3월 14일 ~ 2024년 3월 22일)
  - 2기 (복귀) : 서진희 (2024년 3월 22일 ~ 현재)

#### 열린민주당 (2020년)
더불어민주당을 탈당한 정봉주 전 의원이 주도하고 손혜원 무소속 의원이 합류하여 2020년 3월 창당한 정당이다.
- 대표
  - 1기 : 이근식 (2020년 3월 8일 ~ 2020년 4월 20일)

## 주요 당 지도부

### 대표
| 정당           | 성명                              | 직함                       | 임기                               | 비고                                                                        |
| -------------- | --------------------------------- | -------------------------- | ---------------------------------- | --------------------------------------------------------------------------- |
| 민주당         | 신익희                            | 대표최고위원               | 1955년 9월 20일 ~ 1956년 5월 5일   | 재임 중 사망                                                                |
| 민주당         | 조병옥                            | 대표최고위원               | 1956년 7월 18일 ~ 1959년 11월 27일 | 1956년 9월 재선 1957년 3선 1958년 4선                                       |
| 민주당         | 장면                              | 대표최고위원               | 1959년 11월 27일 ~ 1961년 5월 16일 | 5.16 군사정변으로 해산                                                      |
| 민정당         | 김병로                            | 대표최고위원               | 1963년 5월 14일 ~ 1963년 9월 12일  |                                                                             |
| 민정당         | 윤보선                            | 대표최고위원 총재          | 1963년 9월 12일 ~ 1965년 5월 3일   | 1965년 총재로 재추대                                                        |
| 민주당         | 박순천                            | 총재 대표최고위원          | 1963년 7월 18일 ~ 1965년 5월 3일   | 1964년 대표로 재추대                                                        |
| 민중당         | 박순천                            | 대표최고위원 운영회의 의장 | 1965년 6월 14일 ~ 1967년 2월 7일   | 1966년 의장으로 재추대                                                      |
| 신민당         | 유진오                            | 대표위원 총재              | 1967년 2월 7일 ~ 1970년 1월 26일   | 1968년 총재로 재추대 1969년 당 해산 후 재창당 1969년 재추대 뇌졸중으로 사퇴 |
| 신민당         | 유진산                            | 대표위원                   | 1970년 1월 26일 ~ 1971년 5월 8일   | 진산파동으로 사퇴                                                           |
| 신민당         | 김홍일                            | 대표위원                   | 1971년 7월 21일 ~ 1972년 9월 26일  |                                                                             |
| 신민당         | 유진산                            | 대표위원                   | 1972년 9월 26일 ~ 1973년 1월 23일  | 선출과정에 하자, 10월 유신 이후 사퇴                                        |
| 신민당         | 유진산                            | 총재                       | 1973년 5월 7일 ~ 1974년 4월 28일   | 재임 중 사망                                                                |
| 신민당         | 김영삼                            | 총재                       | 1974년 8월 22일 ~ 1976년 5월 25일  |                                                                             |
| 신민당         | 이철승                            | 대표최고위원               | 1976년 9월 15일 ~ 1979년 5월 30일  |                                                                             |
| 신민당         | 김영삼                            | 총재                       | 1979년 5월 30일 ~ 1980년 8월 13일  | 신군부 협박으로 사퇴                                                        |
| 신한민주당     | 이민우                            | 총재                       | 1985년 1월 18일 ~ 1985년 8월 1일   | 1985년 8월 재추대 1987년 재추대, 당 와해로 정계은퇴                         |
| 통일민주당     | 김영삼                            | 총재                       | 1987년 5월 1일 ~ 1990년 1월 31일   | 1988년 재추대                                                               |
| 평화민주당     | 김대중                            | 총재                       | 1987년 11월 12일 ~ 1991년 4월 15일 | 1988년 재추대 1990년 재추대                                                 |
| 신민주연합당   | 김대중                            | 총재                       | 1991년 4월 15일 ~ 1991년 9월 14일  |                                                                             |
| 민주당         | 김대중                            | 대표최고위원               | 1991년 9월 16일 ~ 1992년 12월 18일 | 대한민국 제14대 대통령 선거 패배로 은퇴                                     |
| 민주당         | 이기택                            | 대표최고위원               | 1991년 9월 16일 ~ 1995년 8월 28일  | 1993년 재선 1995년 재추대                                                   |
| 새정치국민회의 | 김대중                            | 총재                       | 1995년 9월 5일 ~ 2000년 1월 20일   |                                                                             |
| 새천년민주당   | 김대중                            | 총재                       | 2000년 1월 20일 ~ 2001년 11월 13일 |                                                                             |
| 새천년민주당   | 한화갑                            | 대표최고위원               | 2002년 4월 27일 ~ 2003년 2월 23일  |                                                                             |
| 새천년민주당   | 정대철                            | 대표최고위원               | 2003년 2월 23일 ~ 2003년 9월 21일  | 한화갑 사퇴로 승계, 열린우리당 합류                                         |
| 새천년민주당   | 박상천                            | 대표최고위원               | 2003년 9월 21일 ~ 2003년 11월 28일 | 정대철 사퇴로 승계                                                          |
| 새천년민주당   | 조순형                            | 대표최고위원               | 2003년 11월 28일 ~ 2004년 4월 16일 | 대한민국 제17대 총선 참패로 사퇴                                            |
| 열린우리당     | 정동영                            | 의장                       | 2004년 1월 11일 ~ 2004년 5월 17일  |                                                                             |
| 열린우리당     | 신기남                            | 의장                       | 2004년 5월 17일 ~ 2004년 8월 20일  | 정동영 사퇴로 승계, 부친 친일 논란으로 사퇴                                 |
| 열린우리당     | 이부영                            | 의장                       | 2004년 8월 20일 ~ 2005년 1월 3일   | 신기남 사퇴로 승계, 4대개혁입법 실패로 사퇴                                 |
| 열린우리당     | 문희상                            | 의장                       | 2005년 4월 2일 ~ 2005년 10월 28일  | 2005년 하반기 재보선 참패로 사퇴                                            |
| 열린우리당     | 정동영                            | 의장                       | 2006년 2월 18일 ~ 2006년 6월 1일   | 제4회 전국동시지방선거 참패로 사퇴                                          |
| 열린우리당     | 김근태                            | 의장                       | 2006년 6월 9일 ~ 2007년 2월 14일   | 정동영 사퇴로 승계                                                          |
| 열린우리당     | 정세균                            | 의장                       | 2007년 2월 14일 ~ 2007년 8월 20일  |                                                                             |
| 대통합민주신당 | 오충일                            | 대표최고위원               | 2007년 8월 5일 ~ 2008년 1월 10일   | 대한민국 제17대 대통령 선거 참패로 사퇴                                     |
| 대통합민주신당 | 손학규                            | 대표최고위원               | 2008년 1월 11일 ~ 2008년 2월 15일  |                                                                             |
| 통합민주당     | 손학규                            | 공동대표최고위원           | 2008년 2월 17일 ~ 2008년 7월 6일   |                                                                             |
| 통합민주당     | 박상천                            | 공동대표최고위원           | 2008년 2월 17일 ~ 2008년 7월 6일   |                                                                             |
| 민주당         | 정세균                            | 대표최고위원               | 2008년 7월 6일 ~ 2010년 8월 3일    |                                                                             |
| 민주당         | 손학규                            | 대표최고위원               | 2010년 10월 3일 ~ 2011년 12월 22일 |                                                                             |
| 민주통합당     | 한명숙                            | 대표최고위원               | 2012년 1월 16일 ~ 2012년 4월 13일  | 대한민국 제19대 총선 참패로 사퇴                                            |
| 민주통합당     | 이해찬                            | 대표                       | 2012년 6월 9일 ~ 2012년 11월 18일  | 인적 쇄신 위해 사퇴                                                         |
| 민주당         | 김한길                            | 대표                       | 2013년 5월 4일 ~ 2014년 3월 26일   |                                                                             |
| 새정치민주연합 | 김한길                            | 공동대표                   | 2014년 3월 26일 ~ 2014년 7월 31일  | 2014년 상반기 재보선 참패로 사퇴                                            |
| 새정치민주연합 | 안철수                            | 공동대표                   | 2014년 3월 26일 ~ 2014년 7월 31일  | 2014년 상반기 재보선 참패로 사퇴                                            |
| 새정치민주연합 | 문재인                            | 대표                       | 2015년 2월 8일 ~ 2016년 1월 27일   |                                                                             |
| 더불어민주당   | 문재인                            | 대표                       |                                    |                                                                             |
| 추미애         | 2016년 8월 27일 ~ 2018년 8월 25일 | 대표                       |                                    |                                                                             |
| 이해찬         | 2018년 8월 25일 ~ 2020년 8월 29일 | 대표                       |                                    |                                                                             |
| 이낙연         | 2020년 8월 29일 ~ 2021년 3월 9일  | 대표                       |                                    |                                                                             |
| 송영길         | 2021년 5월 2일 ~ 2022년 3월 10일  | 대표                       |                                    |                                                                             |
| 이재명         | 2022년 8월 28일 ~ 2025년 4월 9일  | 대표                       |                                    |                                                                             |
| 정청래         | 2025년 8월 2일 ~                  | 대표                       |                                    |                                                                             |

- 김대중 (평화민주당, 총재, 1987년 11월 12일 ~ 1988년 3월 17일)
- 박영숙 (평화민주당, 대행, 1988년 3월 17일 ~ 1988년 5월 6일)
- 김대중 (평화민주당, 총재, 1988년 5월 7일 ~ 1991년 9월 14일)
- 김대중 (민주당, 공동, 1991년 9월 16일 ~ 1992년 12월 18일)
- 이기택 (민주당, 공동, 1991년 9월 16일 ~ 1993년 3월 11일)
- 이기택 (민주당, 1993년 3월 11일 ~ 1995년 8월 28일)
- 홍영기, 박일 (민주당, 공동, 1995년 8월 29일 ~ 1995년 12월 14일)
- 김대중 (새정치국민회의, 총재, 1995년 9월 5일 ~ 2000년 1월 20일)
- 박일, 장을병 (통합민주당, 공동총재, 1995년 12월 21일 ~ 1996년 6월 3일)
- 김대중 (새정치국민회의, 총재, 1995년 9월 5일 ~ 2000년 1월 20일)
- 이기택 (통합민주당, 총재, 1996년 9월 4일 ~ 1997년 9월 10일)
- 조순 (통합민주당, 총재, 1997년 9월 11일 ~ 1997년 11월 20일)
- 김대중 (새천년민주당, 총재, 2000년 1월 20일 ~ 2000년 11월 8일)
- 한광옥 (새천년민주당, 대행, 2001년 11월 12일 ~ 2000년 12월 3일)
- 한화갑 (새천년민주당, 2000년 4월 29일 ~ 2003년 2월 22일)
- 정대철 (새천년민주당, 2003년 2월 23일 ~ 2003년 9월 21일)
- 박상천 (새천년민주당, 2003년 9월 22일 ~ 2003년 11월 27일)[8]
- 김원기 (열린우리당, 의장[9], 2003년 10월 27일 ~ 2004년 1월 11일)
- 조순형 (새천년민주당, 2003년 11월 28일 ~ 2004년 4월 16일)
- 정동영 (열린우리당, 2004년 1월 11일 ~ 2004년 5월 17일)
- 한화갑 (새천년민주당, 비상대책위원장, 2004년 4월 19일 ~ 2004년 4월 26일)
- 한화갑 (새천년민주당, 2004년 4월 27일 ~ 2005년 5월 6일)
- 신기남 (열린우리당, 2004년 5월 17일 ~ 2004년 8월 20일)
- 이부영 (열린우리당, 2004년 8월 20일 ~ 2005년 1월 3일)
- 임채정 (열린우리당, 비상대책위원장, 2005년 1월 5일 ~ 2005년 4월 2일)
- 문희상 (열린우리당, 2005년 4월 2일 ~ 2005년 10월 28일)
- 한화갑 (민주당, 2005년 5월 27일 ~ 2006년 6월 14일)
- 정세균 (열린우리당, 비상대책위원장, 2005년 10월 28일 ~ 2006년 1월 5일)
- 유재건 (열린우리당, 비상대책위원장, 2006년 1월 6일 ~ 2006년 2월 18일)
- 정동영 (열린우리당, 2006년 2월 18일 ~ 2006년 6월 1일)
- 김근태 (열린우리당, 2006년 6월 9일 ~ 2007년 2월 14일)
- 한화갑 (민주당, 공동, 2006년 6월 15일 ~2006년 12월 22일), 장상 (민주당, 공동, 2006년 6월 15일 ~ 2007년 4월 2일)
- 정세균 (열린우리당, 2007년 2월 14일 ~ 2007년 8월 18일)
- 박상천 (민주당, 2007년 4월 3일 ~ 2007년 6월 27일)
- 박상천 (중도통합민주당, 공동, 2007년 6월 27일 ~ 2008년 8월 3일), 김한길 (중도통합민주당, 공동, 2007년 6월 27일 ~ 2007년 8월 3일)
- 오충일 (대통합민주신당, 2007년 8월 5일 ~ 2008년 1월 10일)
- 손학규 (대통합민주신당, 2008년 1월 11일 ~ 2008년 2월 15일)
- 손학규, 박상천 (통합민주당, 공동, 2008년 2월 17일 ~ 2008년 7월 6일)
- 정세균 (민주당, 2008년 7월 7일 ~ 2010년 8월 2일)
- 박지원 (민주당, 비상대책위원장, 2010년 8월 3일 ~ 2010년 10월 1일)
- 손학규 (민주당, 2010년 10월 3일 ~ 2011년 12월 22일)
- 원혜영, 이용선 (민주통합당, 공동, 2011년 11월 21일 ~ 2012년 1월 15일)
- 한명숙 (민주통합당, 2012년 1월 16일 ~ 2012년 4월 13일)
- 문성근 (민주통합당, 대행, 2012년 4월 14일 ~ 2012년 5월 4일)
- 박지원 (민주통합당,2012년 5월 4일 ~ 2012년 6월 8일)
- 이해찬 (민주통합당, 2012년 6월 9일 ~ 2012년 11월 18일)
- 문재인 (민주통합당, 대행, 2012년 11월 18일 ~ 2012년 12월 28일)
- 문희상 (민주통합당, 비상대책위원장, 2013년 1월 9일 ~ 2013년 5월 4일)
- 김한길 (민주당, 2013년 5월 4일 ~ 2014년 3월 26일)
- 김한길, 안철수 (새정치민주연합, 공동, 2014년 3월 26일 ~ 2014년 7월 31일)
- 박영선 (새정치민주연합, 비상대책위원장, 2014년 8월 5일 ~ 2014년 9월 17일)
- 문희상 (새정치민주연합, 비상대책위원장, 2014년 9월 18일 ~ 2015년 2월 8일)
- 문재인 (새정치민주연합→더불어민주당, 2015년 2월 9일 ~ 2016년 1월 27일)
- 김종인(더불어민주당, 비상대책위원회 대표, 2016년 1월 27일 ~ 2016년 8월 27일)
- 안철수, 천정배 (국민의당, 공동, 2016년 2월 2일 ~ 2016년 6월 29일)
- 박지원 (국민의당, 비상대책위원장, 2016년 6월 29일 ~ 2016년 12월 5일)
- 추미애 (더불어민주당, 2016년 8월 27일 ~ 2018년 8월 25일)
- 김동철 (국민의당, 비상대책위원장, 2016년 12월 5일 ~ 2017년 1월 15일)
- 박지원 (국민의당, 2017년 1월 15일 ~ 2017년 5월 10일)
- 주승용 (국민의당, 대행, 2017년 5월 11일 ~ 2017년 5월 16일)
- 김동철 (국민의당, 대행, 2017년 5월 16일 ~ 2017년 5월 25일)
- 박주선 (국민의당, 비상대책위원장, 2017년 5월 25일 ~ 2017년 8월 27일)
- 안철수 (국민의당, 2017년 8월 27일 ~ 2018년 2월 13일)
- 조배숙 (민주평화당, 2018년 2월 6일 ~ 2018년 8월 5일)
- 박주선 (바른미래당, 공동, 2018년 2월 13일 ~ 2018년 6월 15일), 유승민 (바른미래당, 공동, 2018년 2월 13일 ~ 2018년 6월 14일)
- 김동철 (바른미래당, 비상대책위원장, 2018년 6월 15일 ~ 2018년 9월 2일)
- 정동영 (민주평화당, 2018년 8월 5일 ~ 2020년 2월 24일)
- 이해찬 (더불어민주당, 2018년 8월 25일 ~ 2020년 8월 28일)
- 손학규 (바른미래당, 2018년 9월 2일 ~ 2020년 2월 24일)
- 최경환 (대안신당, 2020년 1월 12일 ~ 2020년 2월 24일)
- 김정화 (민생당, 등재, 2020년 2월 24일 ~ 5월 28일), 유성엽, 박주현 (민생당, 공동, 2020년 2월 24일 ~ 4월 20일, 3월 23일)
- 이근식 (열린민주당, 2020년 3월 8일 ~ 2020년 4월 20일)
- 이수봉 (민생당, 비상대책위원장, 2020년 5월 28일 ~ 현재)
- 이낙연 (더불어민주당, 2020년 8월 29일 ~ 2021년 3월 9일)
- 김태년 (더불어민주당, 대표권한대행, 2021년 3월 9일 ~ 2021년 4월 8일)
- 도종환 (더불어민주당, 비상대책위원장, 2021년 4월 8일 ~ 2021년 4월 16일)
- 윤호중 (더불어민주당, 비상대책위원장, 2021년 4월 16일 ~ 2021년 5월 2일)
- 송영길 (더불어민주당, 2021년 5월 2일 ~ 2022년 3월 10일)
- 윤호중, 박지현 (더불어민주당, 공동비상대책위원장, 2022년 3월 10일 ~ 2022년 6월 2일)
- 박홍근 (더불어민주당, 대표권한대행, 2022년 6월 2일 ~ 2022년 6월 7일)
- 우상호 (더불어민주당, 비상대책위원장, 2022년 6월 7일 ~ 2022년 8월 28일)
- 이재명 (더불어민주당, 2022년 8월 28일 ~ 2025년 4월 9일)
- 박찬대 (더불어민주당, 대표권한대행, 2025년 4월 9일 ~ 2025년 6월 13일)
- 김병기 (더불어민주당, 대표권한대행, 2025년 6월 13일 ~ 2025년 8월 2일)
- 정청래 (더불어민주당, 2025년 8월 2일 ~ )

### 원내대표
- 김근태 (열린우리당, 2003년 10월 27일 ~ 2004년 5월 11일)
- 천정배 (열린우리당, 2004년 5월 11일 ~ 2005년 1월 3일)
- 정세균 (열린우리당, 2004년 1월 24일 ~ 2006년 1월 5일)
- 김한길 (열린우리당, 2006년 1월 23일 ~ 2007년 1월 31일)
- 장영달 (열린우리당, 2007년 1월 31일 ~ 2007년 8월 18일)
- 김효석 (대통합민주신당, 2007년 8월 5일 ~ 2008년 2월 15일)
- 김효석 (통합민주당, 2008년 2월 17일 ~ 2008년 5월 29일)
- 원혜영 (민주당, 2008년 5월 30일 ~ 2009년 5월 29일)
- 이강래 (민주당, 2009년 5월 30일 ~ 2010년 5월 29일)
- 박지원 (민주당, 2010년 5월 30일 ~ 2011년 5월 29일)
- 김진표 (민주통합당→민주당, 2011년 5월 29일 ~ 2012년 5월 4일)
- 박지원 (민주통합당, 2012년 5월 4일 ~ 2012년 12월 21일)
- 박기춘 (민주통합당→민주당, 2012년 12월 28일 ~ 2013년 5월 15일)
- 전병헌 (민주당→새정치민주연합, 2013년 5월 15일 ~ 2014년 5월 8일)
- 박영선 (새정치민주연합, 2014년 5월 8일 ~ 2014년 10월 2일)
- 우윤근 (새정치민주연합, 2014년 10월 9일 ~ 2015년 5월 8일)
- 이종걸 (새정치민주연합→더불어민주당, 2015년 5월 8일 ~ 2016년 5월 4일)
- 주승용 (국민의당, 2016년 2월 2일 ~ 2016년 4월 27일)
- 박지원 (국민의당, 2016년 4월 27일 ~ 2016년 12월 29일)
- 우상호 (더불어민주당, 2016년 5월 4일 ~ 2017년 5월 16일)
- 주승용 (국민의당, 2016년 12월 29일 ~ 2017년 5월 16일)
- 우원식 (더불어민주당, 2017년 5월 16일 ~ 2018년 5월 11일)
- 김동철 (국민의당, 2017년 5월 16일 ~ 2018년 2월 13일)
- 장병완 (민주평화당, 2018년 2월 6일 ~ 2019년 5월 12일)
- 김동철 (바른미래당, 2018년 2월 13일 ~ 2018년 6월 25일)
- 홍영표 (더불어민주당, 2018년 5월 11일 ~ 2019년 5월 8일)
- 이인영 (더불어민주당, 2019년 5월 9일 ~ 2020년 5월 6일)
- 유성엽 (민주평화당, 2019년 5월 13일 ~ 2019년 8월 12일)
- 김관영 (바른미래당, 2018년 6월 25일 ~ 2019년 5월 15일)
- 조배숙 (민주평화당, 2019년 8월 19일 ~ 2020년 2월 24일)
- 오신환 (바른미래당, 2019년 5월 15일 ~ 2020년 1월 3일)
- 이동섭 (바른미래당, 대행, 2020년 1월 3일 ~ 2020년 2월 18일)
- 장정숙 (대안신당, 2020년 1월 12일 ~ 2020년 2월 24일)
- 유성엽 (민주통합의원모임, 2020년 2월 17일 ~ 2020년 3월 16일)
- 장정숙 (민생당, 2020년 3월 17일 ~ 2020년 5월 29일)
- 김태년 (더불어민주당, 2020년 5월 7일 ~ 2021년 4월 8일)
- 김영진 (더불어민주당, 원내대표직무대행, 2021년 4월 8일 ~ 2021년 4월 16일)
- 윤호중 (더불어민주당, 2021년 4월 16일 ~ 2022년 3월 24일)
- 박홍근 (더불어민주당, 2022년 3월 24일 ~ 2023년 4월 28일)
- 박광온 (더불어민주당, 2023년 4월 28일 ~ 2023년 9월 21일)
- 홍익표 (더불어민주당, 2023년 9월 26일 ~ 2024년 5월 3일)
- 박찬대 (더불어민주당, 2024년 5월 3일 ~ 2025년 6월 13일)
- 김병기 (더불어민주당, 2025년 6월 13일 ~ )

## 역대 선거 결과

### 대통령 선거
| 년도 | 대수 | 후보자        | 정당                  | 선거방식          | 득표율 | 득표수       | 결과    | 당락      |
| ---- | ---- | ------------- | --------------------- | ----------------- | ------ | ------------ | ------- | --------- |
| 1952 | 2대  | 이시영        | 민주국민당            | 직접선거          | 10.9%  | 764,715표    | 3위     | 낙선      |
| 1960 | 4대  | 윤보선        | 민주당                | 국회 간접선거     | 82.2%  | 208표        | 1위     | 당선      |
| 1963 | 5대  | 윤보선        | 민정당                | 직접선거          | 45.1%  | 4,546,614표  | 2위     | 낙선      |
| 1967 | 6대  | 윤보선        | 신민당                | 직접선거          | 40.9%  | 4,526,541표  | 2위     | 낙선      |
| 1971 | 7대  | 김대중 박기출 | 신민당 국민당         | 직접선거          | 45.6%  | 5,439,653표  | 2위 4위 | 낙선      |
| 1981 | 12대 | 유치송 김의택 | 민주한국당 민권당     | 선거인단 간접선거 | 8.2%   | 430표        | 2위 4위 | 낙선      |
| 1987 | 13대 | 김영삼 김대중 | 통일민주당 평화민주당 | 직접선거          | 55.1%  | 12,450,956표 | 2위 3위 | 낙선      |
| 1992 | 14대 | 김대중        | 민주당                | 직접선거          | 33.8%  | 8,041,284표  | 2위     | 낙선      |
| 1997 | 15대 | 김대중        | 새정치국민회의        | 직접선거          | 40.3%  | 10,326,375표 | 1위     | 당선      |
| 2002 | 16대 | 노무현        | 새천년민주당          | 직접선거          | 48.9%  | 12,014,277표 | 1위     | 당선      |
| 2007 | 17대 | 정동영 이인제 | 대통합민주신당 민주당 | 직접선거          | 26.8%  | 6,417,595표  | 2위 6위 | 낙선      |
| 2012 | 18대 | 문재인        | 민주통합당            | 직접선거          | 48%    | 14,692,632표 | 2위     | 낙선      |
| 2017 | 19대 | 문재인 안철수 | 더불어민주당 국민의당 | 직접선거          | 62.5%  | 20,422,142표 | 1위 3위 | 당선 낙선 |
| 2022 | 20대 | 이재명        | 더불어민주당          | 직접선거          | 47.8%  | 16,147,738표 | 2위     | 낙선      |
| 2025 | 21대 | 이재명        | 더불어민주당          | 직접선거          | 49.4%  | 17,287,513표 | 1위     | 당선      |

### 부통령 선거
| 년도 | 대수 | 후보자 | 정당       | 선거방식      | 득표율 | 득표수      | 결과 | 당락 |
| ---- | ---- | ------ | ---------- | ------------- | ------ | ----------- | ---- | ---- |
| 1951 | 2대  | 김성수 | 민주국민당 | 국회 간접선거 | 43.6%  | 65표        | 1위  | 당선 |
| 1952 | 3대  | 조병옥 | 민주국민당 | 직접선거      | 8.1%   | 575,260표   | 3위  | 낙선 |
| 1956 | 4대  | 장면   | 민주당     | 직접선거      | 46.4%  | 4,012,654표 | 1위  | 당선 |

### 국회의원 선거
| 년도 | 대수 | 정당                                              | 득표수                              | 득표율        | 지역구           | 비례대표 (舊 전국구) | 의석             |
| ---- | ---- | ------------------------------------------------- | ----------------------------------- | ------------- | ---------------- | -------------------- | ---------------- |
| 1948 | 1대  | 한국민주당                                        | 828,195                             | 12.2%         | 29 / 200         |                      | 29 / 200         |
| 1950 | 2대  | 민주국민당                                        | 683,910                             | 9.8%          | 24 / 210         |                      | 24 / 210         |
| 1954 | 3대  | 민주국민당                                        | 593,499                             | 7.9%          | 16 / 203         |                      | 16 / 203         |
| 1958 | 4대  | 민주당 통일당                                     | 2,987,752                           | 34.8%         | 81 / 233         |                      | 81 / 233         |
| 1960 | 5대  | 민주당 통일당                                     | 3,803,597(민의원) 8,195,543(참의원) | 41.9% · 38.9% | 175 / 23331 / 58 |                      | 175 / 23331 / 58 |
| 1963 | 6대  | 민정당 민주당 자유민주당 국민의당                 | 4,697,829                           | 50.5%         | 43 / 131         | 22 / 44              | 65 / 175         |
| 1967 | 7대  | 신민당                                            | 3,554,224                           | 32.7%         | 28 / 131         | 17 / 44              | 45 / 175         |
| 1971 | 8대  | 신민당 국민당                                     | 5,423,307                           | 48.5%         | 66 / 153         | 24 / 51              | 89 / 204         |
| 1973 | 9대  | 신민당 민주통일당                                 | 4,691,504                           | 42.6%         | 54 / 146         |                      | 54 / 219         |
| 1978 | 10대 | 신민당 민주통일당                                 | 5,956,711                           | 40.2%         | 64 / 154         |                      | 64 / 231         |
| 1981 | 11대 | 민주한국당                                        | 3,495,829                           | 21.6%         | 57 / 184         | 24 / 92              | 81 / 276         |
| 1985 | 12대 | 신한민주당 민주한국당                             | 9,775,127                           | 49%           | 76 / 184         | 26 / 92              | 102 / 276        |
| 1988 | 13대 | 통일민주당 평화민주당                             | 8,463,454                           | 43.1%         | 100 / 224        | 29 / 75              | 129 / 299        |
| 1992 | 14대 | 민주당                                            | 6,004,578                           | 29.2%         | 75 / 237         | 22 / 62              | 97 / 299         |
| 1996 | 15대 | 새정치국민회의 통합민주당                         | 7,179,656                           | 36.5%         | 75 / 253         | 19 / 46              | 94 / 299         |
| 2000 | 16대 | 새천년민주당                                      | 6,780,625                           | 35.9%         | 96 / 227         | 19 / 46              | 115 / 273        |
| 2004 | 17대 | 열린우리당 새천년민주당                           | 9,655,992                           | 45.4%         | 133 / 243        | 27 / 56              | 160 / 299        |
| 2008 | 18대 | 통합민주당                                        | 4,313,645                           | 25.2%         | 66 / 245         | 15 / 54              | 81 / 299         |
| 2012 | 19대 | 민주통합당                                        | 7,775,737                           | 36.5%         | 106 / 246        | 21 / 54              | 127 / 300        |
| 2016 | 20대 | 더불어민주당 국민의당                             | 12,425,316                          | 52.3%         | 135 / 253        | 26 / 47              | 161 / 300        |
| 2020 | 21대 | 더불어민주당 민생당 더불어시민당 열린민주당       | 11,578,653                          | 41.5%         | 163 / 253        | 20 / 47              | 183 / 300        |
| 2024 | 22대 | 더불어민주당 더불어민주연합 새로운미래 조국혁신당 | 14,925,564                          | 52.7%         | 162 / 254        | 26 / 46              | 188 / 300        |

### 지방선거
| 년도 | 정당          | 도지사 | 시읍면장                   | 도의원    | 시읍면 의원                        |
| ---- | ------------- | ------ | -------------------------- | --------- | ---------------------------------- |
| 1952 | 민주국민당    |        |                            | 4 / 306   | 7 / 3787 / 1,11521 / 16,051        |
| 1956 | 민주당        |        | 0 / 61 / 30 9 / 544        | 98 / 437  | 54 / 41657 / 990231 / 16,051       |
| 1960 | 민주당 신민당 | 9 / 10 | 17 / 2626 / 82 310 / 1,359 | 265 / 485 | 174 / 420181 / 1,0552,751 / 15,376 |

| 년도 | 정당                    | 광역단체장 | 기초단체장 | 광역의원  | 기초의원      |
| ---- | ----------------------- | ---------- | ---------- | --------- | ------------- |
| 1991 | 신민주연합당 민주당     |            |            | 176 / 866 |               |
| 1995 | 민주당                  | 4 / 15     | 84 / 230   | 391 / 970 |               |
| 1998 | 새정치국민회의          | 6 / 16     | 84 / 232   | 303 / 690 |               |
| 2002 | 새천년민주당            | 4 / 16     | 44 / 232   | 143 / 680 |               |
| 2006 | 민주당 열린우리당       | 3 / 16     | 39 / 230   | 132 / 733 | 906 / 2,888   |
| 2010 | 민주당 국민참여당       | 7 / 16     | 92 / 228   | 365 / 761 | 1,049 / 2,888 |
| 2014 | 새정치민주연합          | 9 / 17     | 80 / 226   | 349 / 789 | 1,157 / 2,898 |
| 2018 | 더불어민주당 민주평화당 | 14 / 17    | 156 / 226  | 655 / 824 | 1,687 / 2,927 |
| 2022 | 더불어민주당            | 5 / 17     | 63 / 226   | 322 / 872 | 1,384 / 2,988 |

## 같이 보기
- 대한민국의 정당
  - 대한민국의 역대 정당
    - 대한민국의 보수정당
    - 대한민국의 진보정당
    - 대한민국의 종교정당